# 우만천
우만천은 울산광역시 울주군 상북면 궁근정리의 숲피못에서 발원하여 남류하다가 남하강(본래 태화강 본류)으로 흘러드는 강이다.